# Coupe du monde de football des moins de 17 ans 2001
Navigation
Nouvelle-Zélande 1999 Finlande 2003
La Coupe du monde de football des moins de 17 ans 2001 est la huitième édition de la coupe du monde de football des moins de 17 ans dont la phase finale se déroule à Trinité-et-Tobago du 13 au 30 septembre 2001. Seuls les joueurs nés après le 1er janvier 1984 peuvent participer au tournoi.
C'est la France qui remporte le titre mondial après avoir notamment éliminé le double tenant du titre, le Brésil, puis l'Argentine et enfin le Nigeria en finale sur le score sans appel de 3 à 0. C'est logiquement le meilleur buteur de la compétition, l'attaquant français Florent Sinama-Pongolle (auteur de 9 buts en 6 matchs, dont 2 triplés) qui reçoit le trophée de meilleur joueur du tournoi.
Le grand absent de ce rendez-vous mondial est le Ghana, qui était présent sans discontinuer depuis 1989. Pour la première fois dans l'histoire, aucune équipe asiatique ne se qualifie pour les quarts de finale, au contraire des nations africaines, qui réussissent une belle Coupe du monde, avec le Nigéria finaliste, le Burkina Faso troisième et le Mali éliminé en quarts de finale.

## Villes et stades
| Port of Spain                           | Bacolet                               | Couva                              |
| --------------------------------------- | ------------------------------------- | ---------------------------------- |
| Hasely Crawford Stadium Capacité: 27000 | Dwight Yorke Stadium Capacité: 7500   | Ato Boldon Stadium Capacité: 10000 |
|                                         |                                       |                                    |
| Arima                                   | Marabella                             |                                    |
| Larry Gomes Stadium Capacité: 10000     | Manny Ramjohn Stadium Capacité: 10000 |                                    |
|                                         |                                       |                                    |

## Qualification
Les 16 équipes qualifiées pour le tournoi :
- Trinité-et-Tobago - Pays organisateur
- Afrique (CAF) : Coupe d'Afrique des nations des moins de 17 ans 2001
  -  Nigeria - Finaliste[1]
  -  Mali - Demi-finaliste
  -  Burkina Faso - Demi-finaliste
- Asie (AFC) : Coupe d'Asie des nations de football des moins de 16 ans 2000
  -  Oman - Vainqueur
  -  Iran - Finaliste
  -  Japon - Troisième
- Amérique du Nord et centrale (CONCACAF) : Championnat d'Amérique du Nord, centrale et Caraïbe de football des moins de 17 ans 2001
  -  Costa Rica
  -  États-Unis
- Amérique du Sud (CONMEBOL) : Championnat des moins de 17 ans de la CONMEBOL 2001
  -  Brésil - Vainqueur
  -  Argentine - Deuxième
  -  Paraguay - Troisième
- Europe (UEFA) : Championnat d'Europe de football des moins de 17 ans 2001
  -  Espagne - Vainqueur
  -  France - Finaliste
  -  Croatie - Troisième
- Océanie (OFC) : Tournoi qualificatif de l'OFC des moins de 17 ans 2001
  -  Australie - Vainqueur

## Phase finale

### Premier tour

#### Groupe A
| Rang | Équipe            | Pts | J | G | N | P | Bp | Bc | Diff |
| ---- | ----------------- | --- | - | - | - | - | -- | -- | ---- |
| 1    | Brésil            | 9   | 3 | 3 | 0 | 0 | 10 | 2  | +8   |
| 2    | Australie         | 6   | 3 | 2 | 0 | 1 | 5  | 1  | +4   |
| 3    | Croatie           | 3   | 3 | 1 | 0 | 2 | 3  | 8  | -5   |
| 4    | Trinité-et-Tobago | 0   | 3 | 0 | 0 | 3 | 2  | 9  | -7   |

1re journée
| 13 septembre 2001 | Trinité-et-Tobago | 1 - 2 | Croatie                        | Hasely Crawford Stadium, Port of Spain          |                                                 |
| 13:00             | Blackman 57e      |       | Kranjčar 43e (pen.) 67e (pen.) | Spectateurs : 10 500 Arbitrage : Daniel Giménez | Spectateurs : 10 500 Arbitrage : Daniel Giménez |

| 14 septembre 2001 | Australie | 0 - 1 | Brésil       | Hasely Crawford Stadium, Port of Spain        |                                               |
| 18:00             |           |       | Anderson 76e | Spectateurs : 10 800 Arbitrage : Michal Benes | Spectateurs : 10 800 Arbitrage : Michal Benes |

2e journée
| 16 septembre 2001 | Trinité-et-Tobago | 0 - 1 | Australie | Hasely Crawford Stadium, Port of Spain           |                                                  |
| 13:00             |                   |       | Agius 55e | Spectateurs : 25 100 Arbitrage : Alexandru Tudor | Spectateurs : 25 100 Arbitrage : Alexandru Tudor |

| 16 septembre 2001 | Croatie   | 1 - 3 | Brésil                                      | Hasely Crawford Stadium, Port of Spain           |                                                  |
| 15:30             | Prijić 6e |       | Bruno 7e · Leandro Bomfim 57e · Caetano 77e | Spectateurs : 25 100 Arbitrage : Rodolfo Sibrian | Spectateurs : 25 100 Arbitrage : Rodolfo Sibrian |

3e journée
| 19 septembre 2001 | Brésil                                                                  | 6 - 1 | Trinité-et-Tobago | Hasely Crawford Stadium, Port of Spain        |                                               |
| 17:00             | Ricardo Malzoni 7e · Caetano 16e 41e 59e · James 36e (csc) · Júnior 88e |       | Forbes 61e        | Spectateurs : 26 000 Arbitrage : Hussein Issa | Spectateurs : 26 000 Arbitrage : Hussein Issa |

| 19 septembre 2001 | Croatie | 0 - 4 | Australie                     | Hasely Crawford Stadium, Port of Spain                |                                                       |
| 19:30             |         |       | Smith 37e · Danze 40e 46e 66e | Spectateurs : 20 228 Arbitrage : Chukwudi Chukwujekwu | Spectateurs : 20 228 Arbitrage : Chukwudi Chukwujekwu |

#### Groupe B
| Rang | Équipe     | Pts | J | G | N | P | Bp | Bc | Diff |
| ---- | ---------- | --- | - | - | - | - | -- | -- | ---- |
| 1    | Nigeria    | 9   | 3 | 3 | 0 | 0 | 8  | 1  | +7   |
| 2    | France     | 6   | 3 | 2 | 0 | 1 | 11 | 6  | +5   |
| 3    | Japon      | 3   | 3 | 1 | 0 | 2 | 2  | 9  | -7   |
| 4    | États-Unis | 0   | 3 | 0 | 0 | 3 | 3  | 8  | -5   |

1re journée
| 14 septembre 2001 | États-Unis | 0 - 1 | Japon   | Dwight Yorke Stadium, Bacolet                     |                                                   |
| 17:00             |            |       | Abe 43e | Spectateurs : 7 500 Arbitrage : Paulo de Oliveira | Spectateurs : 7 500 Arbitrage : Paulo de Oliveira |

| 14 septembre 2001 | France              | 1 - 2 | Nigeria                | Dwight Yorke Stadium, Bacolet                  |                                                |
| 19:30             | Sinama-Pongolle 87e |       | Shaibu 24e · Brown 75e | Spectateurs : 7 000 Arbitrage : Ramesh Ramdhan | Spectateurs : 7 000 Arbitrage : Ramesh Ramdhan |

2e journée
| 16 septembre 2001 | Japon | 0 - 4 | Nigeria                                                     | Dwight Yorke Stadium, Bacolet                    |                                                  |
| 16:00             |       |       | Shaibu 35e · Opabunmi 39e · Brown 83e · Temile 90+1e (pen.) | Spectateurs : 7 500 Arbitrage : Lucílio Baptista | Spectateurs : 7 500 Arbitrage : Lucílio Baptista |

| 16 septembre 2001 | États-Unis                                  | 3 - 5 | France                                               | Dwight Yorke Stadium, Bacolet             |                                           |
| 18:30             | Magee 19e · Colombo 28e (csc) · Johnson 75e |       | Sinama-Pongolle 4e 60e 65e · Pietre 31e · Meghni 48e | Spectateurs : 7 000 Arbitrage : Im Eun Ju | Spectateurs : 7 000 Arbitrage : Im Eun Ju |

3e journée
| 19 septembre 2001 | Nigeria                | 2 - 0 | États-Unis | Dwight Yorke Stadium, Bacolet                 |                                               |
| 17:00             | Shaibu 32e · Ayuba 58e |       |            | Spectateurs : 7 500 Arbitrage : Harry Attison | Spectateurs : 7 500 Arbitrage : Harry Attison |

| 19 septembre 2001 | Japon    | 1 - 5 | France                                                | Dwight Yorke Stadium, Bacolet                  |                                                |
| 19:30             | Yano 67e |       | Pietre 11e · Sinama-Pongolle 13e 54e 57e · Drouin 15e | Spectateurs : 7 315 Arbitrage : Daniel Giménez | Spectateurs : 7 315 Arbitrage : Daniel Giménez |

#### Groupe C
| Rang | Équipe       | Pts | J | G | N | P | Bp | Bc | Diff |
| ---- | ------------ | --- | - | - | - | - | -- | -- | ---- |
| 1    | Argentine    | 7   | 3 | 2 | 1 | 0 | 9  | 4  | +5   |
| 2    | Burkina Faso | 5   | 3 | 1 | 2 | 0 | 4  | 3  | +1   |
| 3    | Espagne      | 3   | 3 | 1 | 0 | 2 | 4  | 6  | -2   |
| 4    | Oman         | 1   | 3 | 0 | 1 | 2 | 2  | 6  | -4   |

1re journée
| 15 septembre 2001 | Oman         | 1 - 2 | Espagne                  | Ato Boldon Stadium, Couva                                |                                                          |
| 16:00             | Al Hinai 22e |       | Torres 50e · Melli 90+2e | Spectateurs : 7 500 Arbitrage : Samuel Richard Contreras | Spectateurs : 7 500 Arbitrage : Samuel Richard Contreras |

| 15 septembre 2001 | Argentine                      | 2 - 2 | Burkina Faso            | Ato Boldon Stadium, Couva                     |                                               |
| 18:30             | Correa 2e · López 90+2e (pen.) |       | Sanou 22e · Conombo 79e | Spectateurs : 7 500 Arbitrage : Harry Attison | Spectateurs : 7 500 Arbitrage : Harry Attison |

2e journée
| 17 septembre 2001 | Espagne | 0 - 1 | Burkina Faso     | Manny Ramjohn Stadium, Marabella                   |                                                    |
| 17:00             |         |       | Sanou 41e (pen.) | Spectateurs : 7 500 Arbitrage : Kristinn Jakobsson | Spectateurs : 7 500 Arbitrage : Kristinn Jakobsson |

| 17 septembre 2001 | Oman | 0 - 3 | Argentine                                 | Manny Ramjohn Stadium, Marabella                     |                                                      |
| 19:30             |      |       | López 10e · Tévez 37e · Colace 52e (pen.) | Spectateurs : 7 500 Arbitrage : Raphaël Evehe Divine | Spectateurs : 7 500 Arbitrage : Raphaël Evehe Divine |

3e journée
| 20 septembre 2001 | Burkina Faso | 1 - 1 | Oman         | Ato Boldon Stadium, Couva                       |                                                 |
| 17:00             | Nikiéma 22e  |       | Al-Hinai 33e | Spectateurs : 7 000 Arbitrage : Alexandru Tudor | Spectateurs : 7 000 Arbitrage : Alexandru Tudor |

| 20 septembre 2001 | Espagne                        | 2 - 4 | Argentine                                                 | Ato Boldon Stadium, Couva                       |                                                 |
| 19:30             | Guillermo (en) 23e · Senel 30e |       | Colace 3e (pen.) · Lopez 57e · Zabaleta 72e · Aguirre 83e | Spectateurs : 9 300 Arbitrage : Rodolfo Sibrian | Spectateurs : 9 300 Arbitrage : Rodolfo Sibrian |

#### Groupe D
| Rang | Équipe     | Pts | J | G | N | P | Bp | Bc | Diff |
| ---- | ---------- | --- | - | - | - | - | -- | -- | ---- |
| 1    | Costa Rica | 6   | 3 | 2 | 0 | 1 | 5  | 2  | +3   |
| 2    | Mali       | 6   | 3 | 2 | 0 | 1 | 4  | 2  | +2   |
| 3    | Paraguay   | 6   | 3 | 2 | 0 | 1 | 5  | 6  | -1   |
| 4    | Iran       | 0   | 3 | 0 | 0 | 3 | 2  | 6  | -4   |

- Le Costa Rica et le Mali se qualifient pour les quarts de finale grâce à une meilleure différence de buts.

1re journée
| 15 septembre 2001 | Mali       | 1 - 2 | Paraguay                    | Larry Gomes Stadium, Arima                   |                                              |
| 16:00             | Traore 76e |       | Lopez 52e · Jara 86e (pen.) | Spectateurs : 4 500 Arbitrage : Hussein Issa | Spectateurs : 4 500 Arbitrage : Hussein Issa |

| 15 septembre 2001 | Iran | 0 - 2 | Costa Rica                | Larry Gomes Stadium, Arima                           |                                                      |
| 18:30             |      |       | Alonso 51e · Azofeifa 76e | Spectateurs : 6 500 Arbitrage : Chukwudi Chukwujekwu | Spectateurs : 6 500 Arbitrage : Chukwudi Chukwujekwu |

2e journée
| 17 septembre 2001 | Paraguay | 0 - 3 | Costa Rica                    | Larry Gomes Stadium, Arima                   |                                              |
| 17:00             |          |       | Alonso 75e 84e · Azofeifa 82e | Spectateurs : 3 500 Arbitrage : Michal Benes | Spectateurs : 3 500 Arbitrage : Michal Benes |

| 17 septembre 2001 | Mali          | 1 - 0 | Iran | Larry Gomes Stadium, Arima                     |                                                |
| 19:30             | Coulibaly 38e |       |      | Spectateurs : 3 270 Arbitrage : Ramesh Ramdhan | Spectateurs : 3 270 Arbitrage : Ramesh Ramdhan |

3e journée
| 20 septembre 2001 | Costa Rica | 0 - 2 | Mali                       | Larry Gomes Stadium, Arima                        |                                                   |
| 17:00             |            |       | Coulibaly 20e · Diarra 33e | Spectateurs : 4 000 Arbitrage : Paulo de Oliveira | Spectateurs : 4 000 Arbitrage : Paulo de Oliveira |

| 20 septembre 2001 | Paraguay                       | 3 - 2 | Iran                 | Larry Gomes Stadium, Arima                         |                                                    |
| 19:30             | Perez Matto 19e 42e · Jara 66e |       | Ahmadzadeh 81e 90+3e | Spectateurs : 4 000 Arbitrage : Kristinn Jakobsson | Spectateurs : 4 000 Arbitrage : Kristinn Jakobsson |

### Tableau final
|  | Quarts de finale                 | Quarts de finale                 |                                  |                                  | Demi-finales                     | Demi-finales                     |   |  | Finale                           | Finale                           |
|  | Quarts de finale                 | Quarts de finale                 |                                  |                                  | Demi-finales                     | Demi-finales                     |   |  | Finale                           | Finale                           |
|  |                                  |                                  |                                  |                                  |                                  |                                  |   |  |                                  |                                  |
|  | 23 septembre 2001, Port of Spain | 23 septembre 2001, Port of Spain |                                  |                                  | 27 septembre 2001, Port of Spain | 27 septembre 2001, Port of Spain |   |  | 30 septembre 2001, Port of Spain | 30 septembre 2001, Port of Spain |
|  | 23 septembre 2001, Port of Spain | 23 septembre 2001, Port of Spain |                                  |                                  | 27 septembre 2001, Port of Spain | 27 septembre 2001, Port of Spain |   |  | 30 septembre 2001, Port of Spain | 30 septembre 2001, Port of Spain |
|  | Brésil                           | 1                                |                                  |                                  | 27 septembre 2001, Port of Spain | 27 septembre 2001, Port of Spain |   |  | 30 septembre 2001, Port of Spain | 30 septembre 2001, Port of Spain |
|  | Brésil                           | 1                                |                                  |                                  | 27 septembre 2001, Port of Spain | 27 septembre 2001, Port of Spain |   |  | 30 septembre 2001, Port of Spain | 30 septembre 2001, Port of Spain |
|  | France                           | 2                                |                                  |                                  | 27 septembre 2001, Port of Spain | 27 septembre 2001, Port of Spain |   |  | 30 septembre 2001, Port of Spain | 30 septembre 2001, Port of Spain |
|  | France                           | 2                                | France                           | 2                                |                                  |                                  |   |  | 30 septembre 2001, Port of Spain | 30 septembre 2001, Port of Spain |
|  | 24 septembre 2001, Marabella     |                                  | France                           | 2                                |                                  |                                  |   |  | 30 septembre 2001, Port of Spain | 30 septembre 2001, Port of Spain |
|  |                                  | Argentine                        | 1                                |                                  |                                  |                                  |   |  | 30 septembre 2001, Port of Spain | 30 septembre 2001, Port of Spain |
|  | Argentine                        | Argentine                        | 1                                | 2 ap                             |                                  |                                  |   |  | 30 septembre 2001, Port of Spain | 30 septembre 2001, Port of Spain |
|  | Argentine                        |                                  |                                  | 2 ap                             |                                  |                                  |   |  | 30 septembre 2001, Port of Spain | 30 septembre 2001, Port of Spain |
|  | Mali                             | 1                                |                                  |                                  |                                  |                                  |   |  | 30 septembre 2001, Port of Spain | 30 septembre 2001, Port of Spain |
|  | Mali                             | 1                                | France                           | 3                                |                                  |                                  |   |  |                                  |                                  |
|  | 23 septembre 2001, Port of Spain |                                  | France                           | 3                                |                                  |                                  |   |  |                                  |                                  |
|  |                                  | Nigeria                          | 0                                |                                  |                                  |                                  |   |  |                                  |                                  |
|  | Nigeria                          | Nigeria                          | 0                                | 5                                |                                  |                                  |   |  |                                  |                                  |
|  | Nigeria                          | 27 septembre 2001, Arima         |                                  | 5                                |                                  |                                  |   |  |                                  |                                  |
|  | Australie                        | 1                                |                                  |                                  |                                  |                                  |   |  |                                  |                                  |
|  | Australie                        | 1                                | Nigeria                          | 1                                |                                  |                                  |   |  |                                  |                                  |
|  | 24 septembre 2001, Marabella     | 24 septembre 2001, Marabella     | Nigeria                          | 1                                | Match pour la 3e place           | Match pour la 3e place           |   |  |                                  |                                  |
|  | 24 septembre 2001, Marabella     | 24 septembre 2001, Marabella     |                                  | Burkina Faso                     | Match pour la 3e place           | Match pour la 3e place           | 0 |  |                                  |                                  |
|  | Costa Rica                       | 0                                | 30 septembre 2001, Port of Spain | 30 septembre 2001, Port of Spain |                                  |                                  | 0 |  |                                  |                                  |
|  | Costa Rica                       | 0                                | 30 septembre 2001, Port of Spain | 30 septembre 2001, Port of Spain |                                  |                                  |   |  |                                  |                                  |
|  | Burkina Faso                     | 2                                |                                  | Argentine                        | 0                                |                                  |   |  |                                  |                                  |
|  | Burkina Faso                     | 2                                |                                  | Argentine                        | 0                                |                                  |   |  |                                  |                                  |
|  |                                  |                                  |                                  |                                  |                                  |                                  |   |  | Burkina Faso                     | 2                                |
|  |                                  |                                  |                                  |                                  |                                  |                                  |   |  | Burkina Faso                     | 2                                |

#### Quarts de finale
| 23 septembre 2001 | Brésil       | 1 - 2 | France                              | Dwight Yorke Stadium, Bacolet                  |                                                |
| 16:30             | Alberoni 70e |       | Sinama-Pongolle 38e · Le Tallec 40e | Spectateurs : 7 500 Arbitrage : Ramesh Ramdhan | Spectateurs : 7 500 Arbitrage : Ramesh Ramdhan |

| 23 septembre 2001 | Nigeria                                                 | 5 - 1 | Australie  | Dwight Yorke Stadium, Bacolet                      |                                                    |
| 19:30             | Opabunmi 24e (pen.) 69e 79e · Mohammed 81e · Temile 85e |       | Engele 86e | Spectateurs : 8 000 Arbitrage : Kristinn Jakobsson | Spectateurs : 8 000 Arbitrage : Kristinn Jakobsson |

| 24 septembre 2001 | Argentine                  | 2 – 1 a. p. · | Mali       | Manny Ramjohn Stadium, Marabella                 |                                                  |
| 16:30             | Rodriguez 38e · Fanari 96e |               | Diarra 35e | Spectateurs : 8 000 Arbitrage : Lucílio Baptista | Spectateurs : 8 000 Arbitrage : Lucílio Baptista |

| 24 septembre 2001 | Costa Rica | 0 - 2 | Burkina Faso           | Manny Ramjohn Stadium, Marabella              |                                               |
| 19:30             |            |       | Gorogo 56e · Sanou 84e | Spectateurs : 8 700 Arbitrage : Harry Attison | Spectateurs : 8 700 Arbitrage : Harry Attison |

#### Demi-finales
| 27 septembre 2001 | France                      | 2 - 1 | Argentine | Hasely Crawford Stadium, Port of Spain               |                                                      |
| 16:30             | Le Tallec 56e · Berthod 58e |       | Tévez 49e | Spectateurs : 9 200 Arbitrage : Raphaël Evehe Divine | Spectateurs : 9 200 Arbitrage : Raphaël Evehe Divine |

| 27 septembre 2001 | Nigeria            | 1 - 0 | Burkina Faso | Larry Gomes Stadium, Arima                               |                                                          |
| 19:30             | Opabunmi 4e (pen.) |       |              | Spectateurs : 7 500 Arbitrage : Samuel Richard Contreras | Spectateurs : 7 500 Arbitrage : Samuel Richard Contreras |

#### Match pour la troisième place
| 30 septembre 2001 | Argentine | 0 - 2 | Burkina Faso             | Hasely Crawford Stadium, Port of Spain        |                                               |
| 15:30             |           |       | Gorogo 30e · Conombo 78e | Spectateurs : 25 000 Arbitrage : Hussein Issa | Spectateurs : 25 000 Arbitrage : Hussein Issa |

#### Finale
| 30 septembre 2001 | France                                           | 3 - 0 | Nigeria | Hasely Crawford Stadium, Port of Spain            |                                                   |
| 18:00             | Sinama-Pongolle 34e · Le Tallec 53e · Pietre 81e |       |         | Spectateurs : 20 790 Arbitrage : Lucílio Baptista | Spectateurs : 20 790 Arbitrage : Lucílio Baptista |

## Résultat
| Vainqueur de la coupe du monde des - 17 ans 2001 France 1er titre |

## Récompenses
| Soulier d'or :          | Ballon d'or :           | Prix du Fair-play : |
| ----------------------- | ----------------------- | ------------------- |
| Florent Sinama-Pongolle | Florent Sinama-Pongolle | Nigeria             |

## Meilleurs buteurs
| Sélection | Joueurs                 | Buts |
| --------- | ----------------------- | ---- |
|           | Florent Sinama-Pongolle | 9    |
|           | Femi Opabunmi           | 5    |
|           | Caetano                 | 4    |